# Andrena sibthorpi
Andrena sibthorpi är en biart som beskrevs av Mavromoustakis 1952. Andrena sibthorpi ingår i släktet sandbin, och familjen grävbin. Inga underarter finns listade i Catalogue of Life.